# August Matthes

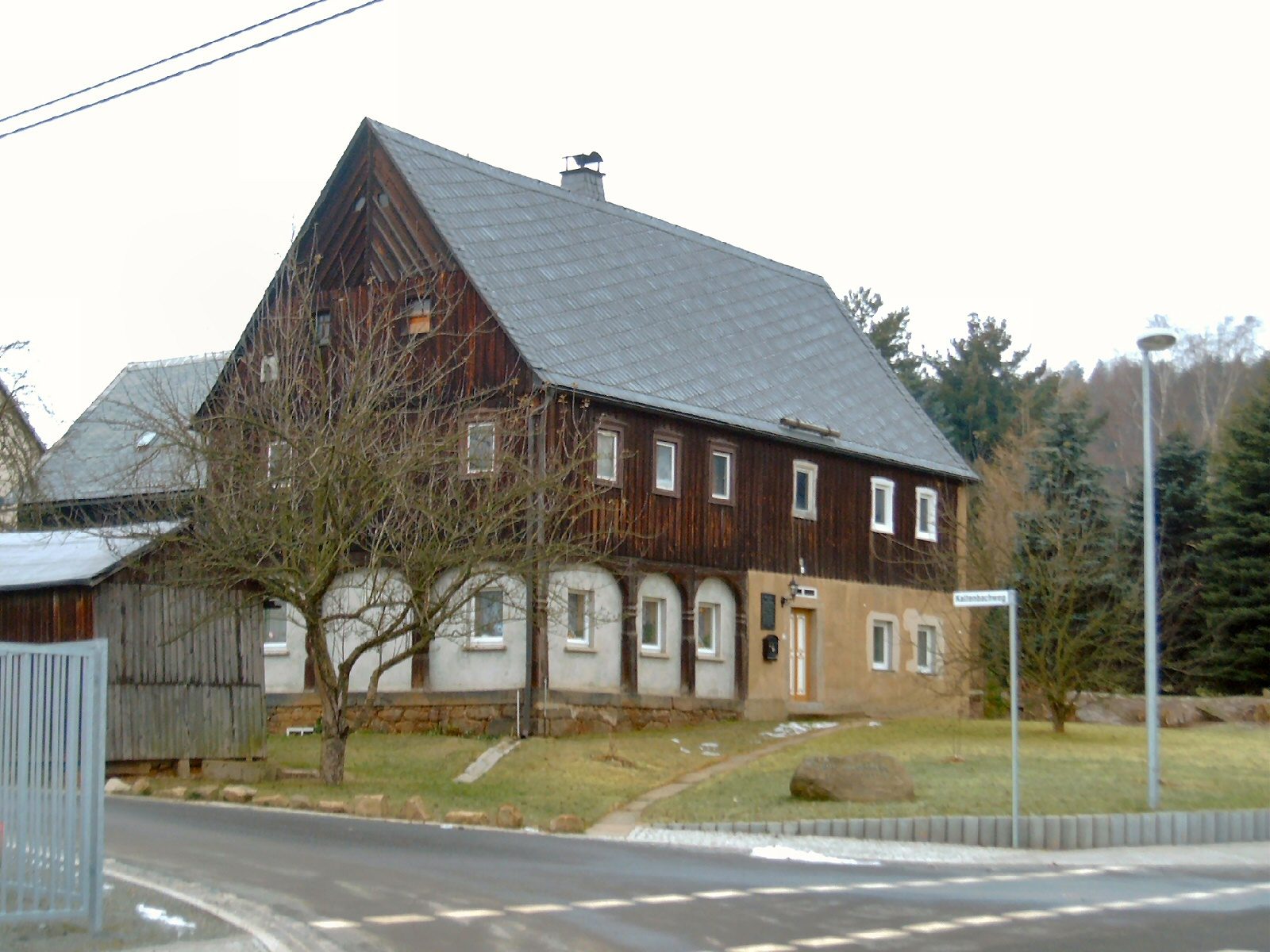
Geburtshaus von August Matthes in Wehrsdorf

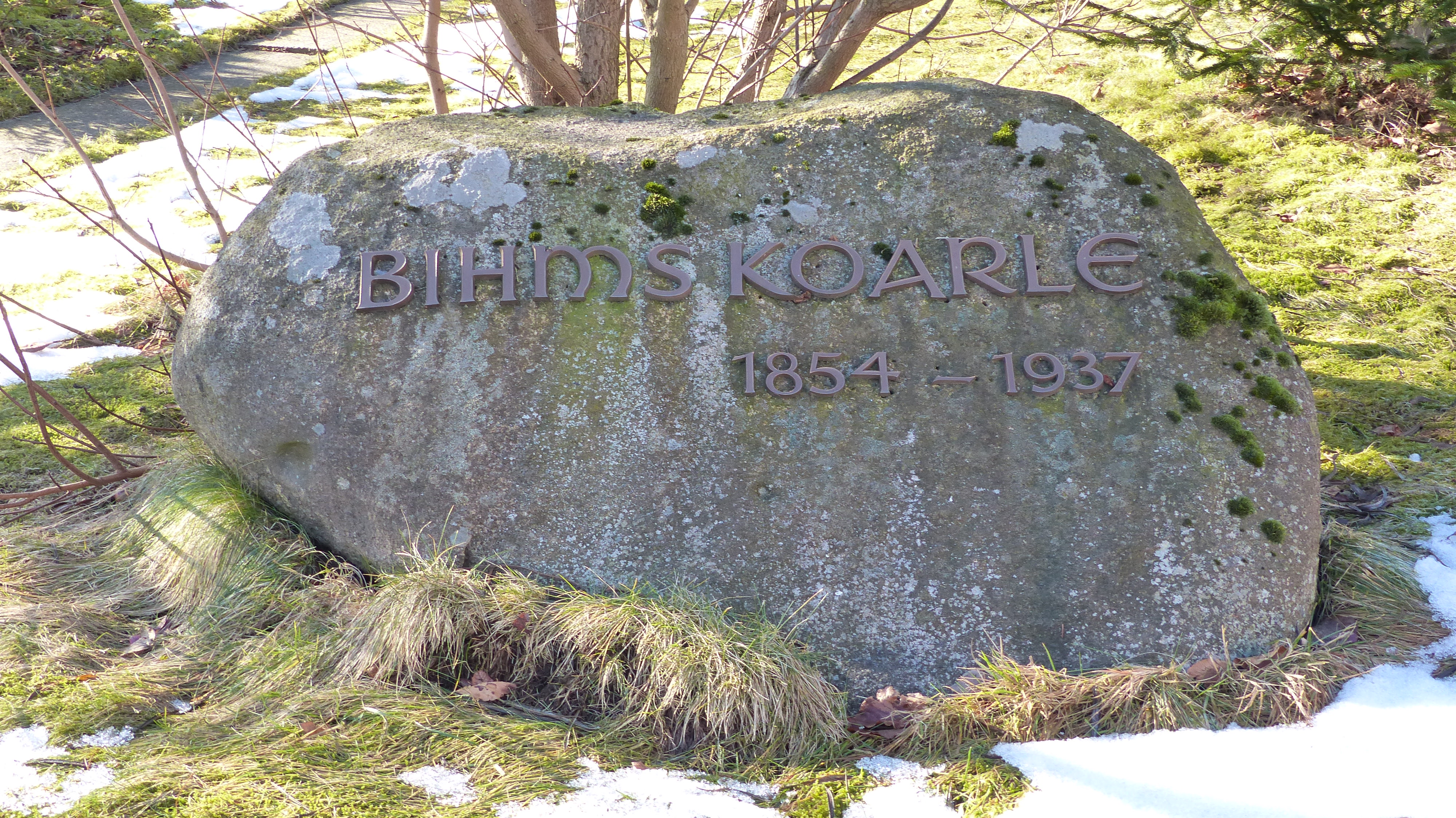
Gedenkstein für Bihms Koarle vor seinem Geburtshaus

August Matthes (genannt Bihms Koarle; * 29. Oktober 1854 in Wehrsdorf, Oberlausitz, Königreich Sachsen; † 29. Januar 1937 in Zittau) war ein Mundartdichter der Oberlausitz.
Durch seine Schwänke, Schnurren und launigen Verse in Oberlausitzer Mundart wurde das damalige Volksleben der Nachwelt erhalten.

## Herkunft des Mundartnamens
Seine Großmutter, eine geborene Böhme, wurde mundartlich „Bihme“ genannt. Für  eine Novelle aus dem Theaterleben mit dem Zittauer Zeitungsredakteur Johannes Müller (der sich als Dichter Hans Hagen nannte), einigte man sich auf den Namen Bihms Koarle. Unter diesem Namen wurde er als Heimatdichter bekannt.

## Leben
Matthes, geboren in der heutigen Dresdner Straße 51, entstammte einer Wehrsdorfer Leineweberfamilie. Er besuchte die Wehrsdorfer Dorfschule und konnte danach ein Jahr im Ort als Handweber arbeiten. Zwischen 1870 und 1876 besuchte er das Lehrerseminar (Landständisches Seminar) in Bautzen und ging danach als Hilfslehrer nach Olbersdorf und Waltersdorf. In Zittau wirkte er als Lehrer (Volksschullehrer) und Oberlehrer von 1879 bis zu seiner Pensionierung 1920. Dabei machte er sich in für die damalige Zeit unvergleichlicher Weise um die Erforschung der Oberlausitzer Mundart verdient und verfasste selbst viele Geschichten und Gedichte, die oft in lustiger Form das damalige Leben in dieser Gegend widerspiegelten. In dieser Zeit erkrankte er auch schwer an einer Lungentuberkulose.

## Werke
Einige seiner Werke wurden in den Jahren 1909, 1916 und 1927 unter dem Titel „Fuhre Kraut und Rüben“ als Bücher aufgelegt. Viele seiner Dichtungen wurden zudem aber auch mündlich überliefert und so zu Volkserzählungen, eine heute eher selten zu beobachtende Erscheinung.
- 1909: Erste Fuhre Kraut und Rüben
- 1916: Zweite Fuhre Kraut und Rüben
- 1927: Dritte Fuhre Kraut und Rüben
- die Vierte Fuhre blieb unvollendet